# Stella (Takis Würger)
Stella è un romanzo pubblicato nel 2019 dallo scrittore e giornalista tedesco Takis Würger.

## Trama
Nel 1942 il giovane svizzero Friedrich, quasi in fuga dal suo mondo e dalla sua famiglia, si sposta a Berlino inseguendo il sogno di diventare un artista. Appena arrivato nella capitale del Reich incontra Kristin, che fa la modella nel corso al quale si è iscritto. Subito, nella Berlino che è sempre più in mano ai nazisti, lei lo trascina in un mondo notturno e sotterraneo e lui si innamora. L'atmosfera in città diventa sempre più cupa e un giorno Kristin torna nella stanze dell'albergo di Friedrich piangendo e visibilmente contusa. Così il giovane scopre che il vero nome della ragazza è Stella e che è ebrea.
La storia è in parte basata sulla verità storica e su vicende e persone reali, toccando i temi dell'Olocausto e della seconda guerra mondiale.
La protagonista, Stella Goldschlag, è veramente esistita. Proveniva da una famiglia ebrea tedesca della classe media e per salvare se stessa e la sua famiglia denunciò gli ebrei nascosti. Dopo la fine della guerra, fu condannata a dieci anni di carcere da un tribunale militare russo.

## Edizione originale
- (DE) Takis Würger, Stella, München, Carl Hanser Verlag, 2019, ISBN 9783446259935, OCLC 1101969982.

## Edizione italiana
- Takis Würger, Stella, traduzione di Nicoletta Giacon, Milano, Feltrinelli, 2019, ISBN 9788807033278, OCLC 1090178582.

## Edizioni in altre lingue
- (ES) Takis Würger, Stella, traduzione di Ana Guelbenzu, Barcelona, [España], Penguin Random House Grupo Editorial, 2019, ISBN 9788418107290, OCLC 1179047149.
- (CS) Takis Würger, Stella, traduzione di Iva Kratochvílová, Brno, Host, 2020, ISBN 9788027500123, OCLC 1200247522.
- (EN) Takis Würger, Stella, traduzione di Liesl Schillinger, London, Grove Press UK, 2022, ISBN 9788027500123, OCLC 1200247522.

## Critica
Il romanzo è stato accolto con critiche contrastanti in Germania. Süddeutsche Zeitung e Die Zeit in modo molto negativo mentre il Bonn General-Anzeiger e Die Welt molto positivamente.